# Wiesław Cieśla
Wiesław Cieśla ps. Wacek (ur. 15 maja 1928 w Złoczowie, zm. 27 czerwca 2015 w Zielonej Górze) – polski działacz harcerski, instruktor Związku Harcerstwa Polskiego, harcmistrz, członek Szarych Szeregów, uczestnik powstania warszawskiego.

## Życiorys
Syn Leona i Eufemii. W czasie II wojny światowej brał udział jako harcerz w powstaniu warszawskim w stopniu starszego strzelca w kompanii „O-2" batalionu „Olza” pułku AK „Baszta”. Uczestnik wyprawy po broń, brał współudział w ratowaniu kościoła św. Michała, uczestniczył w natarciu na ul. Dworkową i redutę „Magnet-Bruhnwerke”. 
W maju 1945 powrócił do Warszawy i we wrześniu tego roku podjął naukę w Liceum im. Tadeusza Reytana; ukończył ją na przyspieszonym kursie w 1947. Po wojnie działał w organizacjach harcerskich oraz kombatanckich, będąc między innymi komendantem Hufca Zielona Góra ZHP. Zmarł 27 czerwca 2015 roku i został pochowany na cmentarzu komunalnym przy ul. Wrocławskiej w Zielonej Górze.

## Publikacje
- Pierwsza Zawiszacka, Zielona Góra 1989[6][7]
- Dziś, jutro, pojutrze...: instruktorskie zapiski, Zielona Góra 2014 (autobiografia)[8][9]

## Odznaczenia[1]
- Krzyż Kawalerski Orderu Odrodzenia Polski
- Złoty Krzyż Zasługi
- Medal Wojska
- Krzyż Armii Krajowej
- Medal za Warszawę
- Warszawski Krzyż Powstańczy[10]
- Medal Komisji Edukacji Narodowej
- Krzyż „Za Zasługi dla ZHP”[11]